# Bulley
Bulley är en by i civil parish Churcham, i distriktet Forest of Dean, i grevskapet Gloucestershire i England. Byn är belägen 7 km från Gloucester. Bulley var en civil parish fram till 1935 när blev den en del av Churcham. Civil parish hade 134 invånare år 1931. Byn nämndes i Domedagsboken (Domesday Book) år 1086, och kallades då Bulelege.